# NW C
La NW type C est automobile fabriquée par Nesselsdorfer Wagenbau-Fabriks-Gesellschaft A. G. (NW, maintenant connu comme Tatra) en 1902. Seules deux voitures de cette conception furent réalisées, tandis que la production de la NW B était toujours en cours d'exécution (1901-1904).
La voiture est capable d'atteindre la vitesse de 90 km/h.